# Brit Air

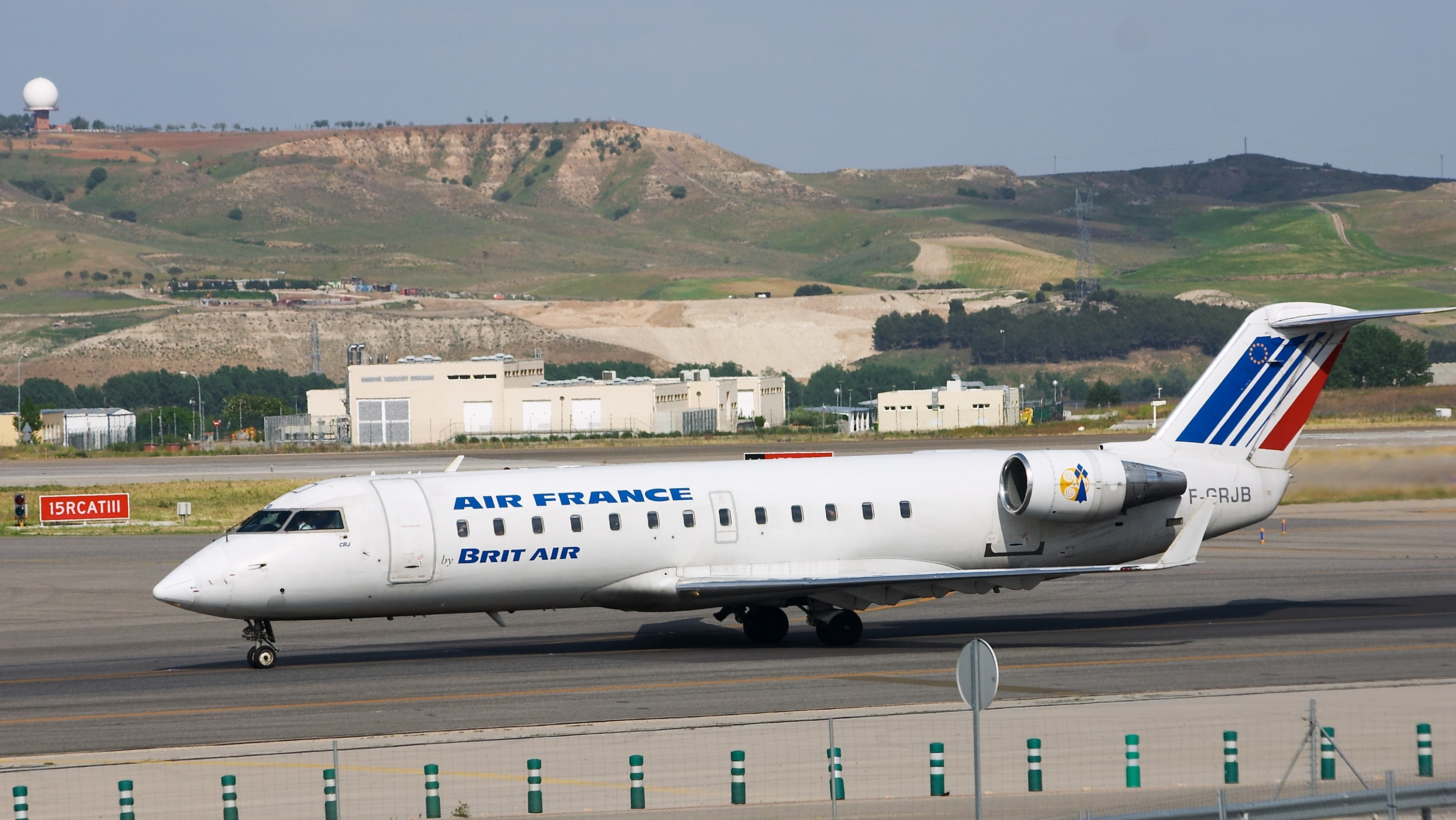
Canadair Regional Jet CRJ-100ER

Brit Air of Brittany Air International was een luchtvaartmaatschappij met als thuisbasis Morlaix, Frankrijk. De maatschappij heeft hubs in Luchthaven Lyon-Saint Exupéry, Luchthaven Orly, Parijs en Luchthaven Charles de Gaulle, Parijs. De maatschappij vliegt regionale lijnvluchten voor Air France onder de IATA-code AF.

## Geschiedenis
Brit Air is opgericht in 1973 en werd in 1998 een private onderneming. Air France nam Brit Air over in 2000.

## Vloot
De vloot van Brit Air bestaat in juli 2016 uit:
- 13 Bombardier CRJ700's
- 14 Bombardier CRJ1000's

Aero Charter DARTA · Aero Services Executive · Aigle Azur · Air Antilles Express · Air Austral · Air Caraïbes · Air Corsica · Air France · Air Guyane · Air Horizons · Airlinair · Air Littoral (opgeheven) · Air Méditerranée · Air Orient (opgeheven) · AlsaceExcel · Axis Airways · Blue Line · Brit Air · CCM Airlines · Champagne Airlines · CityJet · Corsairfly · Eagle Aviation France · Eurojet Airlines · Europe Airpost · Finist'air · Flywest · Hex'Air · L'vion · Ocean Airways · Octavia Airlines · Régional · XL Airways France · Sud Airlines

Afhankelijke gebieden: Air Bourbon (opgeheven) · Air Calédonie · Aircalin · Air Moorea · Air Saint-Pierre · Air Tahiti · Air Tahiti Nui · St Barth Commuter · Wan Air